# Lista över svensk- och tvåspråkiga kommuner i Finland

Karta över Finlands kommuners språkliga status (2016–32).
Enspråkigt finska
Tvåspråkiga, finska majoritetsspråk, svenska minoritetspråk
Tvåspråkiga, svenska majoritetsspråk, finska minoritetspråk
Enspråkigt svenska
Tvåspråkiga, finska majoritetsspråk, samiska minoritetspråk

Nedanstående förteckning redovisar de kommuner i Finland som helt eller delvis är svenskspråkiga. Språktillhörigheten gäller till och med 31 december 2032 i enlighet med Finlands språklag.

## Sammanfattning
I 15,9 procent av kommunerna i Finland har invånarna svenska som modersmål i en sådan omfattning att de räknas som enspråkigt svenska eller tvåspråkiga med svenska som minoritets- eller majoritetsspråk. Finland har 16 enspråkigt svenska kommuner, som utgör det enspråkigt svenska Åland. Det finns 15 tvåspråkiga kommuner med svenska som majoritetsspråk och 18 tvåspråkiga kommuner med finska som majoritetsspråk och svenska som minoritetsspråk. De övriga 260 kommunerna i Finland (2023) är enspråkigt finska eller har finska samt ett eller flera samiska språk som officiella språk.
Det finns sedan 2016 inga enspråkigt svenska kommuner utanför Åland. Fram till och med 2014 fanns det tre: Larsmo, Korsnäs och Närpes. Larsmo och Korsnäs blev tvåspråkiga vid början av år 2015 och Närpes blev det den 1 januari 2016: alla tre efter att statsrådet förordnat så på kommunernas begäran.

### Enspråkigt svenskspråkiga kommuner på Åland
| Svenskt namn | Finskt namn   | Andel (%) 1990 | % 2000 | % 2010 | % 2020 |
| ------------ | ------------- | -------------- | ------ | ------ | ------ |
| Brändö       | Brändö        | 94,3           | 92,6   | 83,0   | 71,7   |
| Eckerö       | Eckerö        | 95,7           | 96,1   | 89,8   | 87,7   |
| Finström     | Finström      | 96,0           | 96,0   | 92,9   | 89,9   |
| Föglö        | Föglö         | 95,5           | 95,5   | 88,3   | 83,3   |
| Geta         | Geta          | 94,6           | 91,6   | 91,4   | 84,9   |
| Hammarland   | Hammarland    | 96,5           | 96,8   | 93,9   | 88,7   |
| Jomala       | Jomala        | 94,6           | 94,7   | 91,7   | 88,0   |
| Kumlinge     | Kumlinge      | 95,1           | 94,1   | 87,6   | 86,0   |
| Kökar        | Kökar         | 97,0           | 95,3   | 90,7   | 86,7   |
| Lemland      | Lemland       | 95,2           | 95,1   | 93,6   | 92,1   |
| Lumparland   | Lumparland    | 95,7           | 94,2   | 91,4   | 84,9   |
| Mariehamn    | Maarianhamina | 92,9           | 91,7   | 86,9   | 82,9   |
| Saltvik      | Saltvik       | 96,3           | 96,1   | 93,3   | 91,9   |
| Sottunga     | Sottunga      | 94,7           | 91,5   | 87,4   | 96,0   |
| Sund         | Sund          | 96,2           | 94,8   | 93,2   | 88,3   |
| Vårdö        | Vårdö         | 96,4           | 95,6   | 88,9   | 84,8   |

Uppgifterna avser befolkning efter modersmål enligt kommunindelningen den 1 januari 2023.
Källa till tabellen: Statistikcentralen.

### Tvåspråkiga kommuner med svensk majoritet och finsk minoritet
| Svenskt namn | Finskt namn        | Landskap 2022     | Andel (%) 1990 | % 2000 | % 2010 | % 2020 | % svenska 2022 | % finska 2022 |
| ------------ | ------------------ | ----------------- | -------------- | ------ | ------ | ------ | -------------- | ------------- |
| Ingå         | Inkoo              | Nyland            | 67,3           | 63,9   | 55,9   | 54,4   | 51,9           | 43,2          |
| Jakobstad    | Pietarsaari        | Österbotten       | 55,6           | 55,3   | 56,4   | 56,0   | 55,3           | 32,4          |
| Kimitoön     | Kemiönsaari        | Egentliga Finland | 74,9           | 73,1   | 70,9   | 67,5   | 67,1           | 29,7          |
| Korsholm     | Mustasaari         | Österbotten       | 74,6           | 73,2   | 69,6   | 68,7   | 68,6           | 28,4          |
| Korsnäs      | Korsnäs            | Österbotten       | 97,6           | 96,7   | 88,7   | 85,3   | 84,3           | 3,8           |
| Kristinestad | Kristiinankaupunki | Österbotten       | 58,1           | 57,6   | 56,1   | 54,4   | 53,7           | 41,3          |
| Kronoby      | Kruunupyy          | Österbotten       | 87,8           | 85,9   | 82,6   | 77,0   | 76,5           | 19,2          |
| Larsmo       | Luoto              | Österbotten       | 92,9           | 92,4   | 92,0   | 91,6   | 92,1           | 5,3           |
| Malax        | Maalahti           | Österbotten       | 90,1           | 89,2   | 87,3   | 85,3   | 85,3           | 9,6           |
| Nykarleby    | Uusikaarlepyy      | Österbotten       | 91,3           | 90,8   | 88,6   | 85,6   | 84,8           | 6,5           |
| Närpes       | Närpiö             | Österbotten       | 93,5           | 92,3   | 87,3   | 77,5   | 75,3           | 5,2           |
| Pargas       | Parainen           | Egentliga Finland | 62,7           | 59,7   | 57,3   | 55,1   | 54,6           | 41,5          |
| Pedersöre    | Pedersören kunta   | Österbotten       | 90,6           | 91,2   | 89,8   | 88,5   | 88,6           | 8,3           |
| Raseborg     | Raasepori          | Nyland            | 69,5           | 68,2   | 65,6   | 64,3   | 64,0           | 30,7          |
| Vörå         | Vöyri              | Österbotten       | 87,2           | 86,6   | 83,0   | 82,1   | 81,5           | 12,3          |

Uppgifterna avser befolkning efter modersmål enligt kommunindelningen den 1 januari 2023.
Källa till tabellen: Statistikcentralen.

### Tvåspråkiga kommuner med finsk majoritet och svensk minoritet
| Svenskt namn | Finskt namn | Landskap 2023         | % 1990 | % 2000 | % 2010 | % 2020 | % svenska 2022 | % finska 2022 |
| ------------ | ----------- | --------------------- | ------ | ------ | ------ | ------ | -------------- | ------------- |
| Borgå        | Porvoo      | Nyland                | 37,7   | 34,2   | 31,1   | 28,8   | 28,2           | 63,9          |
| Esbo         | Espoo       | Nyland                | 10,8   | 9,3    | 8,2    | 6,8    | 6,6            | 71,5          |
| Grankulla    | Kauniainen  | Nyland                | 43,2   | 39,1   | 37,6   | 31,6   | 30,7           | 59,4          |
| Hangö        | Hanko       | Nyland                | 47,4   | 45,3   | 43,2   | 42,9   | 42,8           | 52,6          |
| Helsingfors  | Helsinki    | Nyland                | 7,7    | 6,5    | 6,0    | 5,6    | 5,5            | 76,1          |
| Karleby      | Kokkola     | Mellersta Österbotten | 16,3   | 15,1   | 13,7   | 12,5   | 12,2           | 83,6          |
| Kaskö        | Kaskinen    | Österbotten           | 27,7   | 30,3   | 27,5   | 27,9   | 26,9           | 59,3          |
| Kyrkslätt    | Kirkkonummi | Nyland                | 23,9   | 20,7   | 18,0   | 16,0   | 15,3           | 73,9          |
| Lappträsk    | Lapinjärvi  | Nyland                | 35,8   | 35,2   | 32,7   | 29,8   | 29,8           | 63,3          |
| Lojo         | Lohja       | Nyland                | 4,2    | 3,7    | 3,6    | 3,5    | 3,5            | 90,9          |
| Lovisa       | Loviisa     | Nyland                | 46,8   | 45,5   | 42,5   | 40,0   | 39,4           | 55,6          |
| Mörskom      | Myrskylä    | Nyland                | 13,0   | 11,7   | 10,2   | 9,3    | 9,0            | 87,2          |
| Pyttis       | Pyhtää      | Kymmenedalen          | 12,4   | 11,2   | 8,8    | 7,1    | 6,8            | 88,4          |
| Sibbo        | Sipoo       | Nyland                | 50,2   | 42,6   | 37,4   | 30,0   | 28,8           | 64,8          |
| Sjundeå      | Siuntio     | Nyland                | 44,4   | 38,5   | 30,4   | 27,6   | 26,4           | 66,0          |
| Vanda        | Vantaa      | Nyland                | 4,1    | 3,4    | 2,9    | 2,4    | 2,2            | 72,9          |
| Vasa         | Vaasa       | Österbotten           | 25,0   | 23,6   | 22,9   | 23,4   | 23,4           | 66,2          |
| Åbo          | Turku       | Egentliga Finland     | 5,1    | 5,2    | 5,3    | 5,5    | 5,5            | 80,7          |

Uppgifterna avser befolkning efter modersmål enligt kommunindelningen den 1 januari 2023.
Källa till tabellen: Statistikcentralen.

## Före detta enspråkigt svenskspråkiga och tvåspråkiga kommuner
Efter namnet nämns språkförhållanden vid upphörningstiden.
- Bergö (uppgick i Malax 1973): enspråkig svensk
- Björköby (uppgick i Korsholm 1973): enspråkig svensk
- Borgå landskommun (slog samman med Borgå stad att bilda en ny Borgå stad 1997): tvåspråkig med finsk majoritet
- Bromarv (uppgick i Tenala 1977): tvåspråkig med svensk majoritet
- Brändö (uppgick i Helsingfors 1946): tvåspråkig, majoritetsspråken okänd
- Degerby (uppgick i Ingå 1946): enspråkig svensk
- Dragsfjärd (uppgick i Kimitoön 2009): tvåspråkig med svensk majoritet
- Ekenäs (uppgick i Raseborg 2009): tvåspråkig med svensk majoritet
- Ekenäs landskommun (uppgick i Ekenäs 1977): tvåspråkig med svensk majoritet
- Esse (uppgick i Pedersöre 1977): enspråkig svensk
- Finby (uppgick i enspråkig finsk Salo 2009): tvåspråkig med finsk majoritet
- Haga köping (uppgick i Helsingfors 1946): tvåspråkig med finsk majoritet
- Hitis (uppgick i Dragsfjärd 1969): tvåspråkig med svensk majoritet
- Hoplax (uppgick i Helsingfors 1946): tvåspråkig med finsk majoritet
- Houtskär (uppgick i Väståboland, numera Pargas 2009): tvåspråkig med svensk majoritet
- Iniö (uppgick i Väståboland, numera Pargas 2009): tvåspråkig med svensk majoritet
- Jeppo (uppgick i Nykarleby 1975): tvåspråkig med svensk majoritet
- Karleby kommun (uppgick i Gamlakarleby som tog namnet Karleby 1977): tvåspråkig med finsk majoritet
- Karis (uppgick i Raseborg 2009): tvåspråkig med svensk majoritet
- Karis landskommun (uppgick i Karis 1969): tvåspråkig med svensk majoritet
- Kimito (uppgick i Kimitoön 2009): tvåspråkig med svensk majoritet
- Korpo (uppgick i Väståboland, numera Pargas 2009): tvåspråkig med svensk majoritet
- Kvevlax (uppgick i Korsholm 1973): enspråkig svensk
- Lappfjärd (uppgick i Kristinestad 1973): tvåspråkig med svensk majoritet
- Liljendal (uppgick i Lovisa med finsk majoritet 2010): tvåspråkig med svensk majoritet
- Lojo kommun (slog samman med enspråkig finsk Lojo stad att bilda en ny, tvåspråkig Lojo stad 1997): tvåspråkig med finsk majoritet
- Maxmo (uppgick i Vörå-Maxmo, numera Vörå 2007): tvåspråkig med svensk majoritet
- Munsala (uppgick i Nykarleby 1975): enspråkig svensk
- Nagu (uppgick i Väståboland, numera Pargas 2009): tvåspråkig med svensk majoritet
- Nedervetil (uppgick i Kronoby 1969): enspråkig svensk
- Nykarleby landskommun (uppgick i Nykarleby 1975): enspråkig svensk
- Oravais (uppgick i Vörå 2011): tvåspråkig med svensk majoritet
- Pargas landskommun (uppgick i Pargas 1967): tvåspråkig med svensk majoritet
- Pernå (uppgick i Lovisa med finsk majoritet 2010): tvåspråkig med svensk majoritet
- Petalax (uppgick i Malax 1973): enspråkig svensk
- Pojo (uppgick i Raseborg med svensk majoritet 2009): tvåspråkig med finsk majoritet
- Purmo (uppgick i Pedersöre 1977): enspråkig svensk
- Pörtom (uppgick i Närpes 1973): enspråkig svensk
- Replot (uppgick i Korsholm 1973): enspråkig svensk
- Sideby (uppgick i Kristinestad 1973): tvåspråkig med svensk majoritet
- Snappertuna (uppgick i Ekenäs 1977): enspråkig svensk
- Solf (uppgick delvis i Korsholm och Vasa 1973): enspråkig svensk
- Strömfors (uppgick i Lovisa 2010): tvåspråkig med finsk majoritet
- Tenala (uppgick i Ekenäs 1993): tvåspråkig med svensk majoritet
- Terjärv (uppgick i Kronoby 1969): enspråkig svensk
- Tjöck (uppgick i Kristinestad 1973): tvåspråkig med svensk majoritet
- Västanfjärd (uppgick i Kimitoön 2009): tvåspråkig med svensk majoritet
- Vörå-Maxmo (slog samman med Oravais att bilda Vörå 2011): tvåspråkig med svensk majoritet
- Åggelby (uppgick i Helsingfors 1946): tvåspråkig med finsk majoritet
- Öja (uppgick i Karleby kommun 1969): enspråkig svensk
- Övermark (uppgick i Närpes 1973): enspråkig svensk

Följande kommuner som hade uppgått i tvåspråkiga kommuner var enspråkigt finska.
- I Karleby hade uppgått Kelviå (2009), Lochteå (2009) och Ullava (2009).
- I Lojo hade uppgått Sammatti (2009), Karislojo (2013) och Nummi-Pusula (2013).
- I Vasa hade uppgått Lillkyro (2013).
- I Åbo hade uppgått S:t Marie (1967), Kakskerta (1968) och Patis (1973).

## Ändringar i indelningen av språkförhållandet

### 1933
- Språkmajoriteten i Helsinge kommun, Gamlakarleby och Strömfors ändrades från svenskspråkig till finskspråkig.
- Karuna och Salo ändrades från tvåspråkiga kommuner med finsk majoritet till enspråkigt finskspråkiga kommuner.
- Tenala och Nykarleby ändrades från tvåspråkiga kommuner med svensk majoritet till enspråkigt svenskspråkiga kommuner.

### 1943
- Karis köping och Pernå ändrades från enspråkigt svenskspråkiga kommuner till tvåspråkiga på så sätt att flertalets språk är svenska.
- Språkmajoriteten i Lappträsk ändrades från svenskspråkig till finskspråkig.
- Iniö ändrades från tvåspråkig kommun med svensk majoritet till enspråkig svenskspråkig kommun.
- Tusby ändrades från tvåspråkig kommun med finsk majoritet till enspråkig finskspråkig kommun.

### 1953
- Korpo, Korsholm och Sibbo ändrades från enspråkigt svenskspråkiga kommuner till tvåspråkiga på så sätt att flertalets språk är svenska.
- Språkmajoriteten i Esbo ändrades från svenskspråkig till finskspråkig.
- Kervo och Lojo köping ändrades från tvåspråkiga kommuner med finsk majoritet till enspråkigt finskspråkiga kommuner.

### 1963
- Ekenäs landskommun, Hitis och Ingå ändrades från enspråkigt svenskspråkiga kommuner till tvåspråkiga på så sätt att flertalets språk är svenska.

### 1973
- Bromarv och Nykarleby ändrades från enspråkigt svenskspråkiga kommuner till tvåspråkiga på så sätt att flertalets språk är svenska.
- Språkmajoriteten i Borgå stad, Grankulla, Karleby kommun, Kaskö, Kyrkslätt och Pojo ändrades från svenskspråkig till finskspråkig.

### 1983
- Kronoby och Pedersöre ändrades från enspråkigt svenskspråkiga kommuner till tvåspråkiga på så sätt att flertalets språk är svenska.
- Språkmajoriteten i Borgå landskommun, Hangö, Lovisa och Sjundeå ändrades från svenskspråkig till finskspråkig.

### 1993
- Iniö, Malax och Västanfjärd ändrades från enspråkigt svenskspråkiga kommuner till tvåspråkiga på så sätt att flertalets språk är svenska.

### 1997
- Lojo ändrades från enspråkig finskspråkig kommun till tvåspråkig på så sätt att flertalets språk är finska.

### 2003
- Houtskär och Maxmo ändrades från enspråkigt svenskspråkiga kommuner till tvåspråkiga på så sätt att flertalets språk är svenska.
- Språkmajoriteten i Sibbo ändrades från svenskspråkig till finskspråkig.

### 2015
- Korsnäs och Larsmo ändrades från enspråkigt svenskspråkiga kommuner till tvåspråkiga på så sätt att flertalets språk är svenska.

### 2016
- Närpes ändrades från enspråkig svenskspråkig kommun till tvåspråkig på så sätt att flertalets språk är svenska.

## Källhänvisning
1. ↑  ”Statsrådets förordning om kommunernas språkliga status åren 2013–2022”. Finlex. Edita Publishing/Justitieministeriet. Arkiverad från originalet den 10 juli 2020. https://web.archive.org/web/20200710100903/https://finlex.fi/sv/laki/ajantasa/2013/20130053. Läst 19 februari 2013.
2. 1 2  ”Svensk- och tvåspråkiga kommuner”. Finlands kommunförbund. Arkiverad från originalet den 19 juni 2016. https://web.archive.org/web/20160619124123/http://www.kommunerna.net/sv/kommuner/svensk-tvasprakiga/Sidor/default.aspx. Läst 19 februari 2013.
3. ↑  Korsnäs och Larsmo tvåspråkiga
4. ↑  Närpes tvåspråkigt
5. 1 2 3  ”11ra -- Nyckeltal för befolkningen efter område, 1990-2022”. Statistikcentralen. https://statfin.stat.fi/PxWeb/pxweb/sv/StatFin/StatFin__vaerak/statfin_vaerak_pxt_11ra.px/. Läst 14 april 2023.
6. ↑  ”Arkiverade kopian”. Arkiverad från originalet den 15 september 2018. https://web.archive.org/web/20180915192156/http://tilastokeskus.fi/tk/tt/uutisia_ru.html. Läst 15 september 2018.